# Eichstetten am Kaiserstuhl
Eichstetten am Kaiserstuhl település Németországban, azon belül Baden-Württembergben. Lakosainak száma 3775 fő (2023. december 31.).

## Népesség
A település népessége az elmúlt években az alábbi módon változott:
| Lakosok száma | 2124 | 2230 | 2405 | 2417 | 2579 | 2848 | 3136 | 3285 | 3446 | 3775 |
|               | 1961 | 1967 | 1974 | 1980 | 1987 | 1993 | 2000 | 2006 | 2013 | 2023 |